# 扎娜·莱拉斯
扎娜·莱拉斯（1970年5月28日—2021年9月15日），克罗地亚女子篮球运动员，司职中锋。她曾代表南斯拉夫国家队参加1988年夏季奥林匹克运动会篮球比赛，获得一枚银牌。